# Place de Jaude

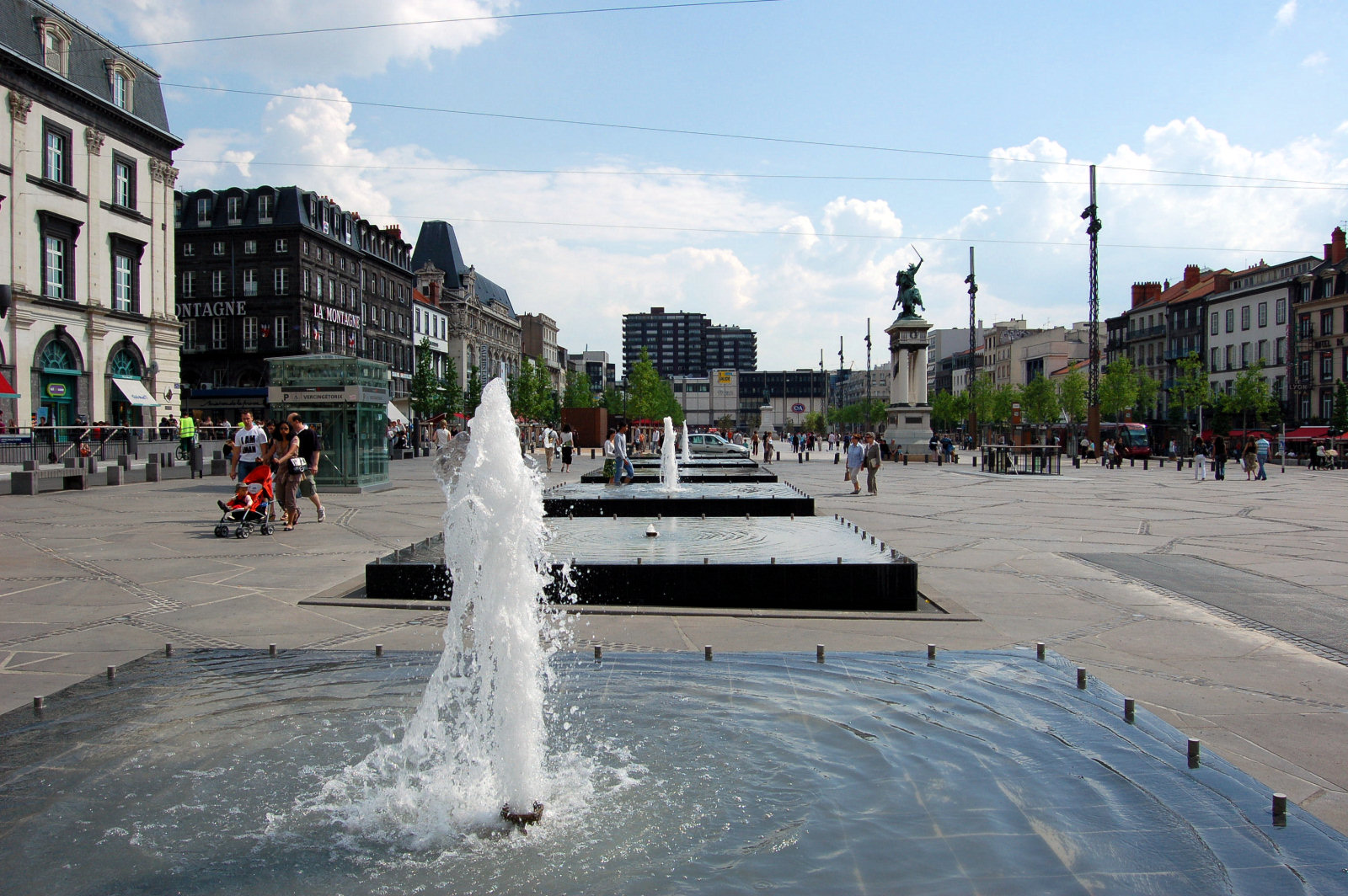
Place de Jaude

A place de Jaude, em português "Praça de Jaude", é a mais central e a mais conhecida praça de Clermont-Ferrand. Em volta deste espaço de 3,5 hectares, podemos encontrar a igreja Saint-Pierre-des-Minimes, a ópera municipal e grandes lojas como as Galerias Lafayette ou o Centro Comercial Jaude.